# Grayson County, Texas
Grayson County är ett administrativt område i delstaten Texas, USA, med 120 877 invånare (2010). Den administrativa huvudorten (county seat) är Sherman. 

## Geografi
Enligt United States Census Bureau har countyt en total area på 2 536 km². 2 419 km² av den arean är land och 119 km² är vatten. 

### Angränsande countyn
- Marshall County, Oklahoma - norr
- Bryan County, Oklahoma - nordost
- Fannin County - öster
- Collin County - söder
- Denton County - sydväst
- Cooke County - väster
- Love County, Oklahoma - nordväst

### Städer och samhällen
- Bells
- Collinsville
- Denison
- Dorchester
- Gunter
- Howe
- Knollwood
- Pottsboro
- Sadler
- Sherman (huvudort)
- Southmayd
- Tioga
- Tom Bean
- Trenton (delvis i Fannin County)
- Van Alstyne (delvis i Collin County)
- Whitesboro
- Whitewright (delvis i Fannin County)